# Le Fleur Bleue
Le Fleur Bleue (El Flor Azul en español) es un queso francés elaborado a partir de leche de cabra de raza alpina y recubierto de ceniza. El queso se elabora desde el año 2000 en la quesería de Jouvence en la comuna de La Boissière-École, cerca del bosque de Rambouillet. El período óptimo para su consumo es desde mayo hasta agosto.
En el año 2010 ganó la medalla de oro en el Concurso General Agrícola de París.